# (20579) 1999 RX149
A (20579) 1999 RX149 a Naprendszer kisbolygóövében található aszteroida. A LINEAR projekt keretében fedezték fel 1999. szeptember 9-én.